# Rotenoide

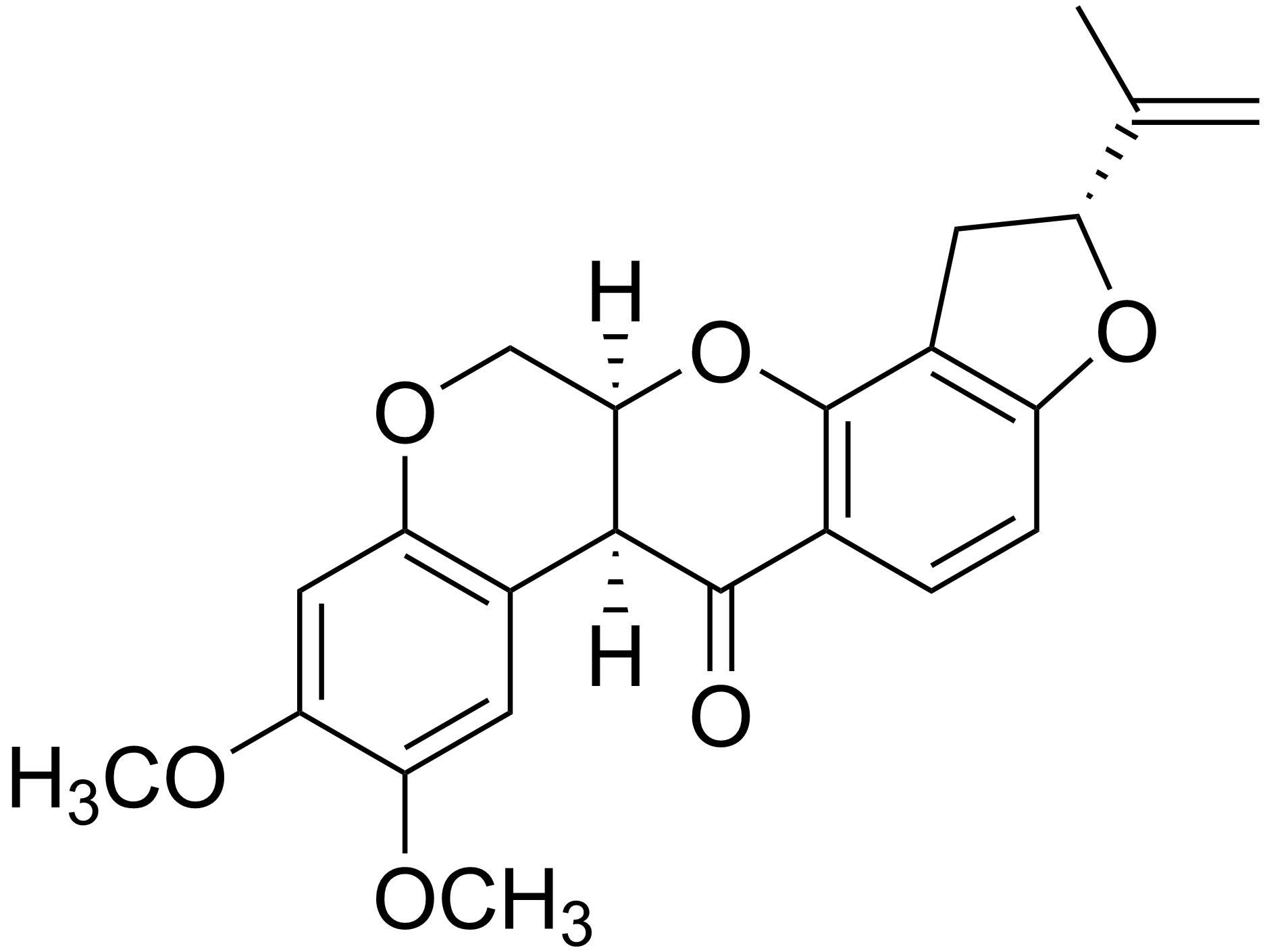
Rotenona

Els rotenoides són substàncies naturals que contenen un nucli de tetrahidrocromeno[3,4-b]cromè fusionat en cis. Molts tenen activitat insecticida i piscicida, com ara el prototípic membre de la família, rotenona. Els rotenoides estan relacionats amb les isoflavones.